# Herminia pratti
Herminia pratti är en fjärilsart som beskrevs av Bethune-Baker 1908. Herminia pratti ingår i släktet Herminia och familjen nattflyn. Inga underarter finns listade i Catalogue of Life.